# Fuji Speedway
Le Fuji Speedway est un circuit automobile situé sur l'île de Honshū, au pied du Mont Fuji, dans le bourg d'Oyama à une centaine de kilomètres de Tokyo, au Japon. Il existe depuis 1965 et est devenu propriété de la firme japonaise Toyota en 2000. Le circuit accueillait notamment le Championnat du monde des voitures de sport dans les années 1980 ; depuis la création du Championnat du monde d'endurance FIA en 2012, le circuit organise chaque année les 6 Heures de Fuji, manche japonaise du championnat. 
Quatre Grands Prix de Formule 1 se sont déroulés sur ce circuit, en 1976 et 1977, puis en 2007 et 2008.
Le circuit accueille les épreuves de cyclisme sur route des Jeux olympiques et paralympiques de Tokyo 2020.

## Histoire

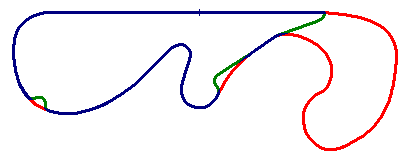
Les anciens tracés suivant les années : En rouge 1965-1974, en bleu 1975-1985, en vert 1986-2004.

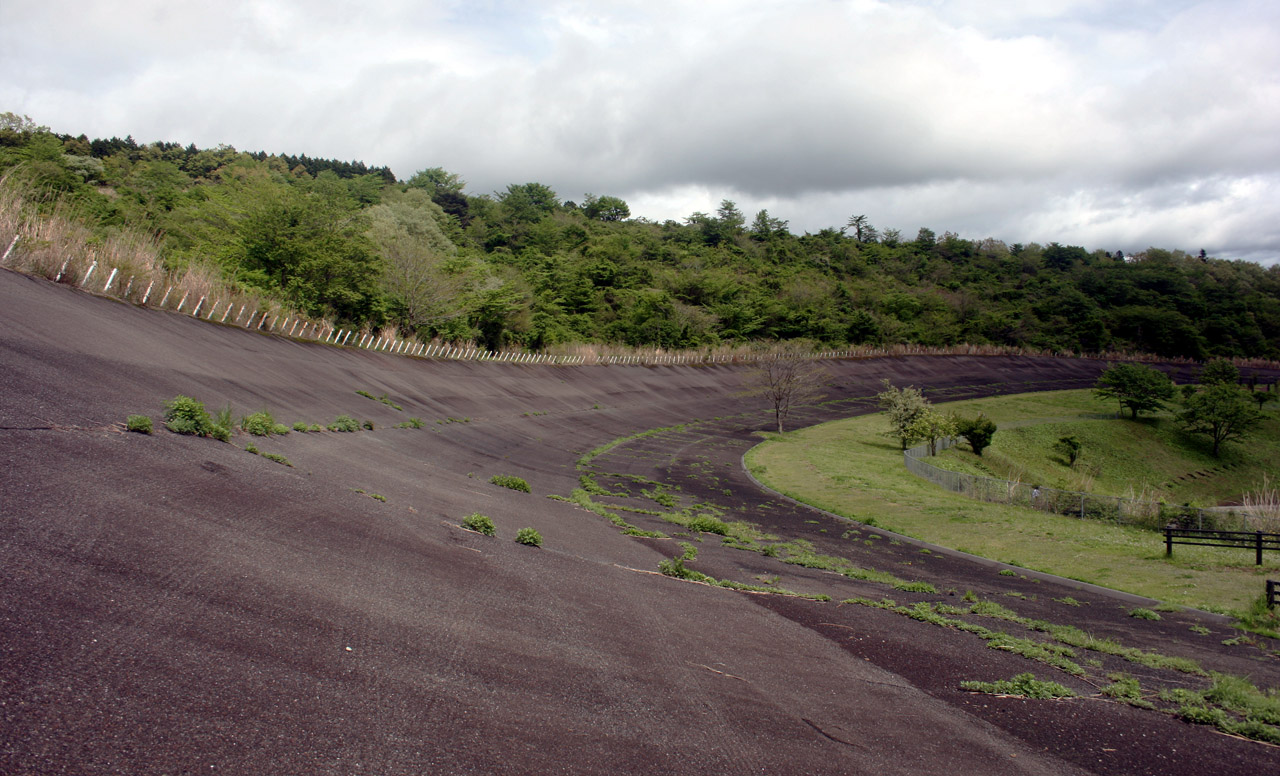
La section inclinée abandonnée.

Conçu en 1963, le circuit devait à l'origine être un tracé ovale de 4 km comme ceux situés aux États-Unis. La première section du tracé est réalisée, mais faute de financement le projet n'est pas allé à son terme. Finalement le reste du tracé a été converti en version route et le circuit est inauguré en 1965 avec son virage incliné. Cependant ce virage se révèlera dangereux par la suite avec des accidents mortels. En 1975, une nouvelle portion a été construite pour contrer le problème, le virage incliné est retiré et la piste mesure 4,359 km. L'année suivante le circuit accueille pour la première fois sur le territoire japonais le Grand Prix automobile du Japon, cette course est connue pour la bataille spectaculaire entre James Hunt et Niki Lauda pour le titre sous une pluie torrentielle. La Formule 1 revient en 1977, mais deux spectateurs sont tués sur le bord de la piste dans un accident impliquant Gilles Villeneuve et Ronnie Peterson, menant la Formule 1 à ne plus retourner au Japon pendant dix ans. Fuji est cependant resté un lieu de course de voitures populaire et le Championnat du monde des voitures de sport de la FIA a fait son apparition sur ce tracé entre 1982 et 1988 en organisant les 1 000 kilomètres de Fuji. Les vitesses ont continué à être très élevées, et deux chicanes ont été ajoutées à la piste, la première juste après le premier virage et la seconde à l'entrée du très long virage rapide (300R). Malgré ces changements, la piste reste très rapide notamment avec sa longue ligne droite d'environ 1,5 km, l'une des plus longues de tous les circuits de sports mécaniques.
En 2003, le circuit a été fermé pour une refonte totale de la piste, le tracé a été redessiné par Hermann Tilke et intègre de grandes zones de dégagement goudronnées en lieu et place des anciens bacs à graviers, une section de virages est créée dans la dernière portion du circuit. La piste a été rouverte le 10 avril 2005, le tracé mesure 4,563 km. Le circuit a ensuite accueilli de nouveau la Formule 1 en 2007 et en 2008. La manche japonaise du Championnat du monde d'endurance FIA se déroule depuis 2012.

## Palmarès en Formule 1
| Année | Vainqueur       | Écurie           | Résultats |
| 1976  | Mario Andretti  | Lotus-Ford       | Résultats |
| 1977  | James Hunt      | McLaren-Ford     | Résultats |
| 2007  | Lewis Hamilton  | McLaren-Mercedes | Résultats |
| 2008  | Fernando Alonso | Renault          | Résultats |

## Records du circuit actuel
- Record du tour : Felipe Massa en 1 min 17 s 287 (2008, Q2 des qualifications, Ferrari)
- Record du tour en course : Felipe Massa 1 min 18 s 426 (2008, Ferrari)

## Coordonnées géographique
- Latitude :  35°22'17.45"N
- Longitude : 138°55'43.36"E

## Galerie

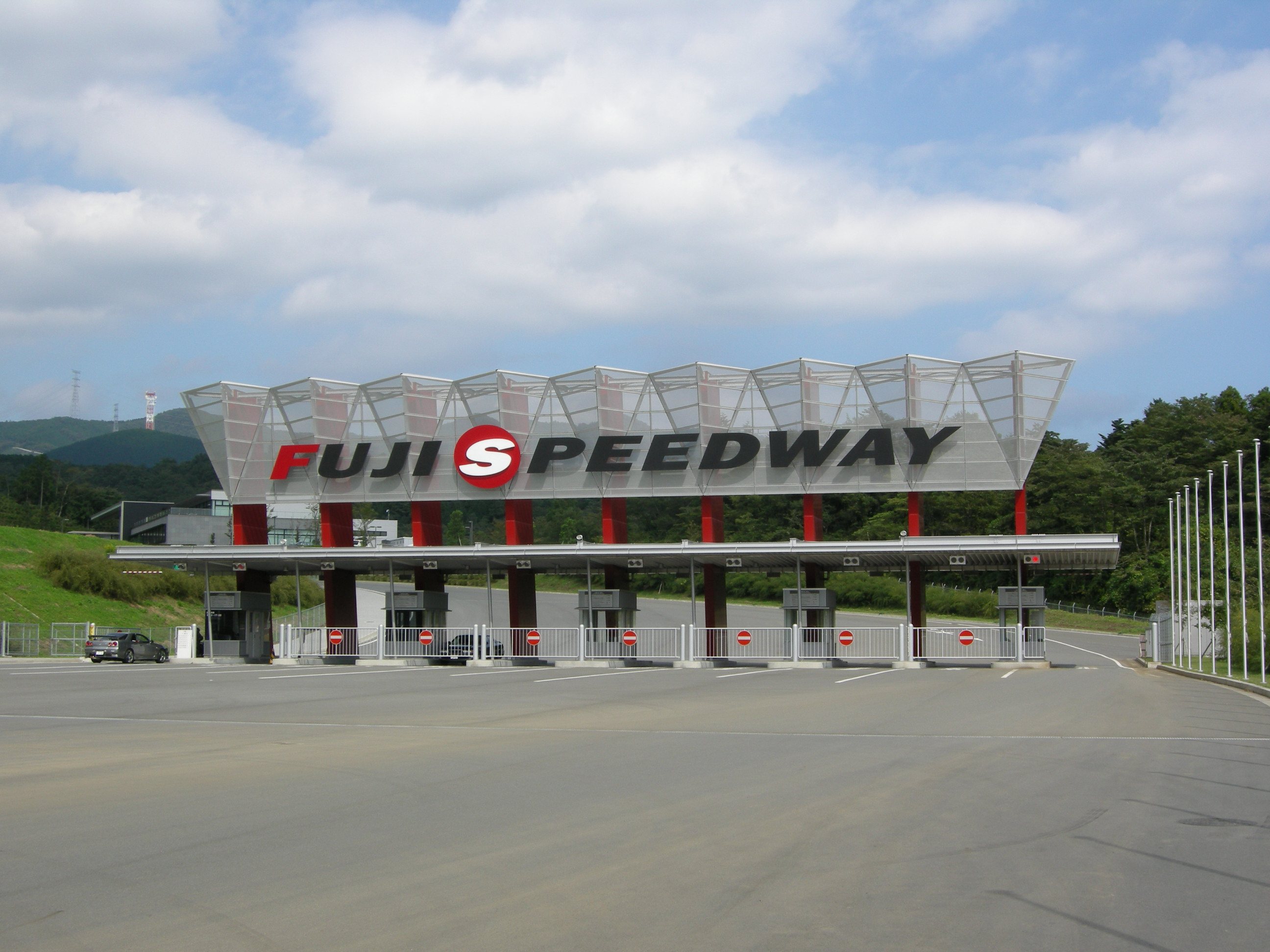
Entrée du Fuji Speedway.
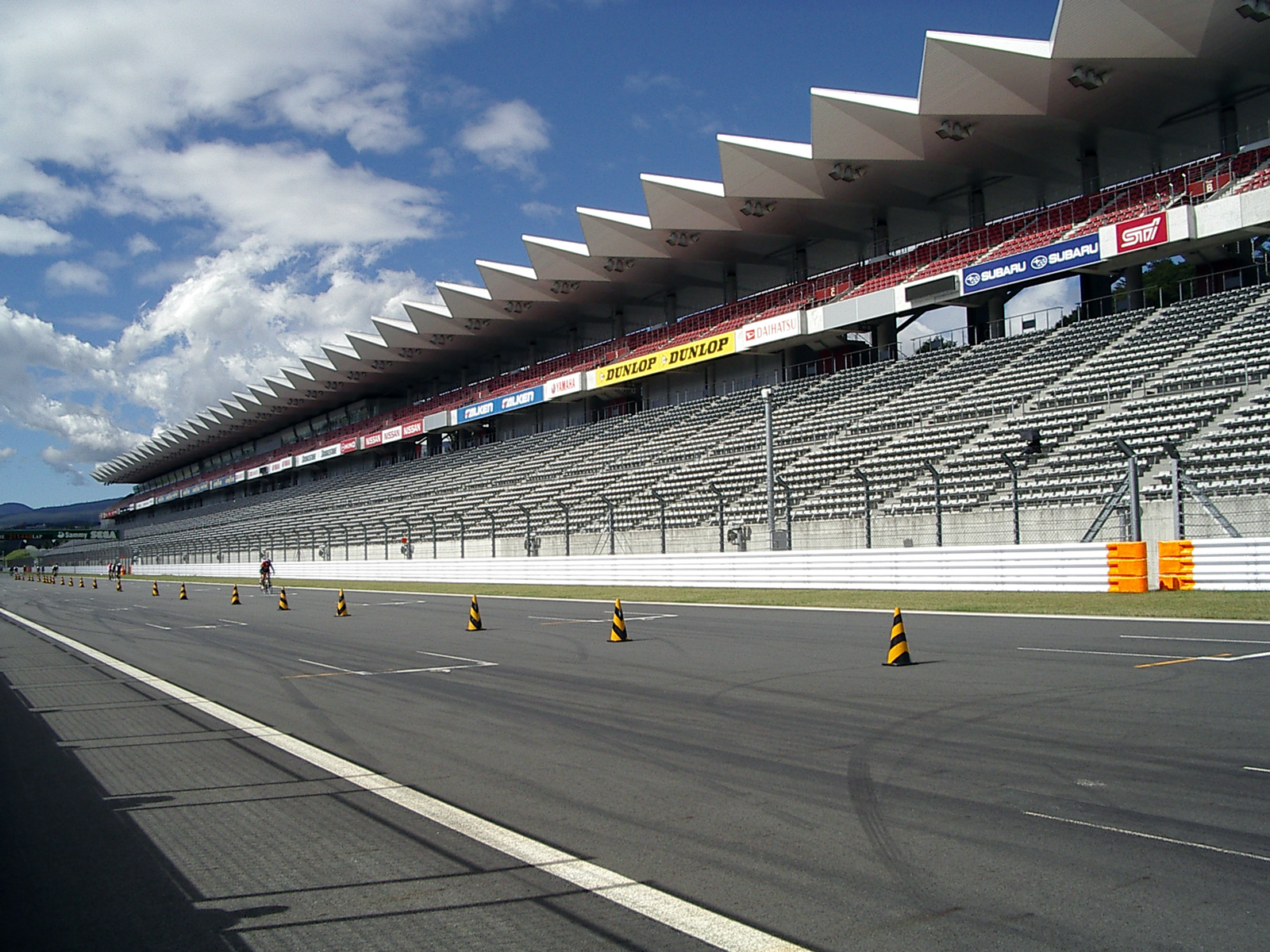
La tribune principale.
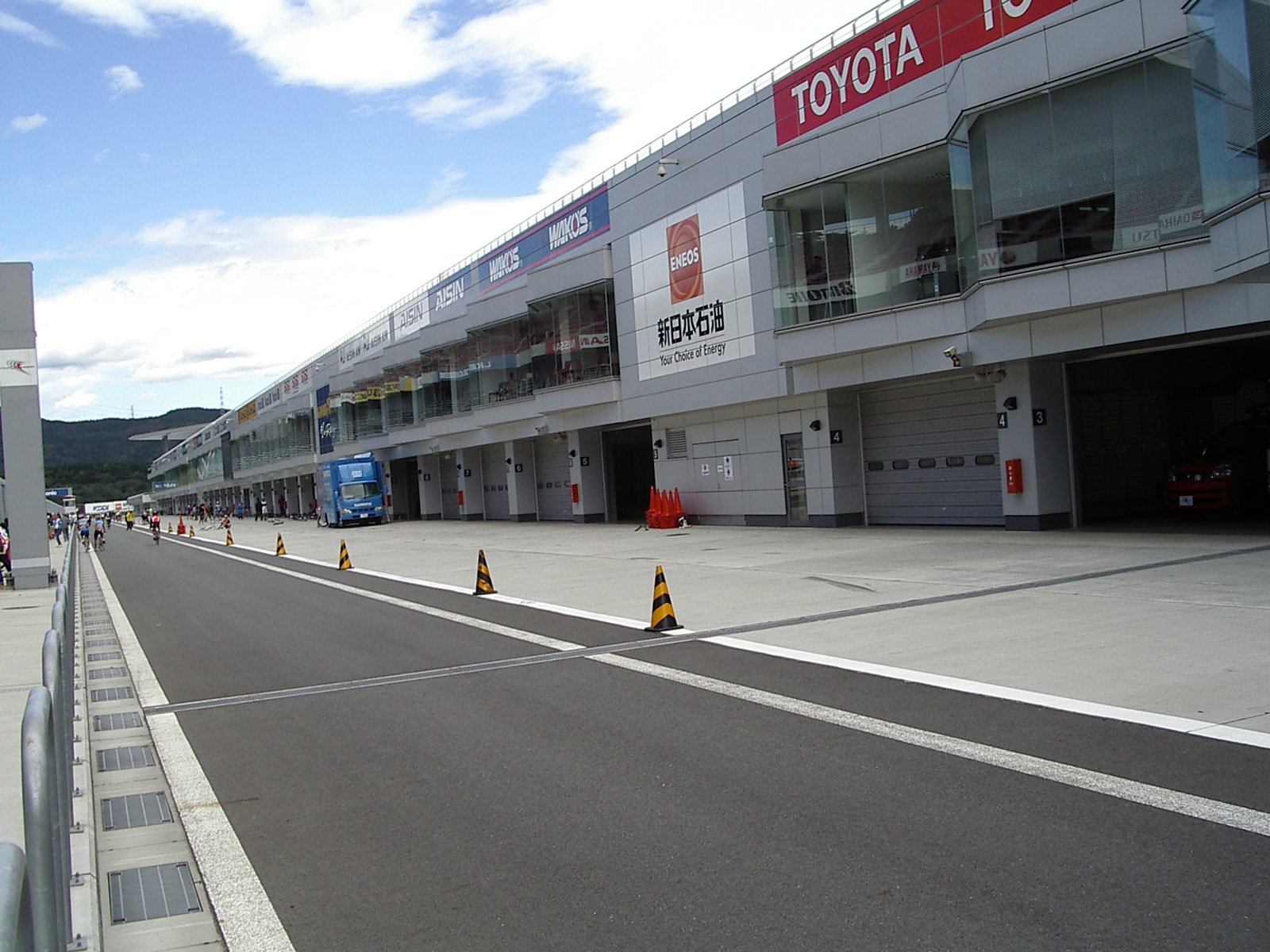
La voie des stands.
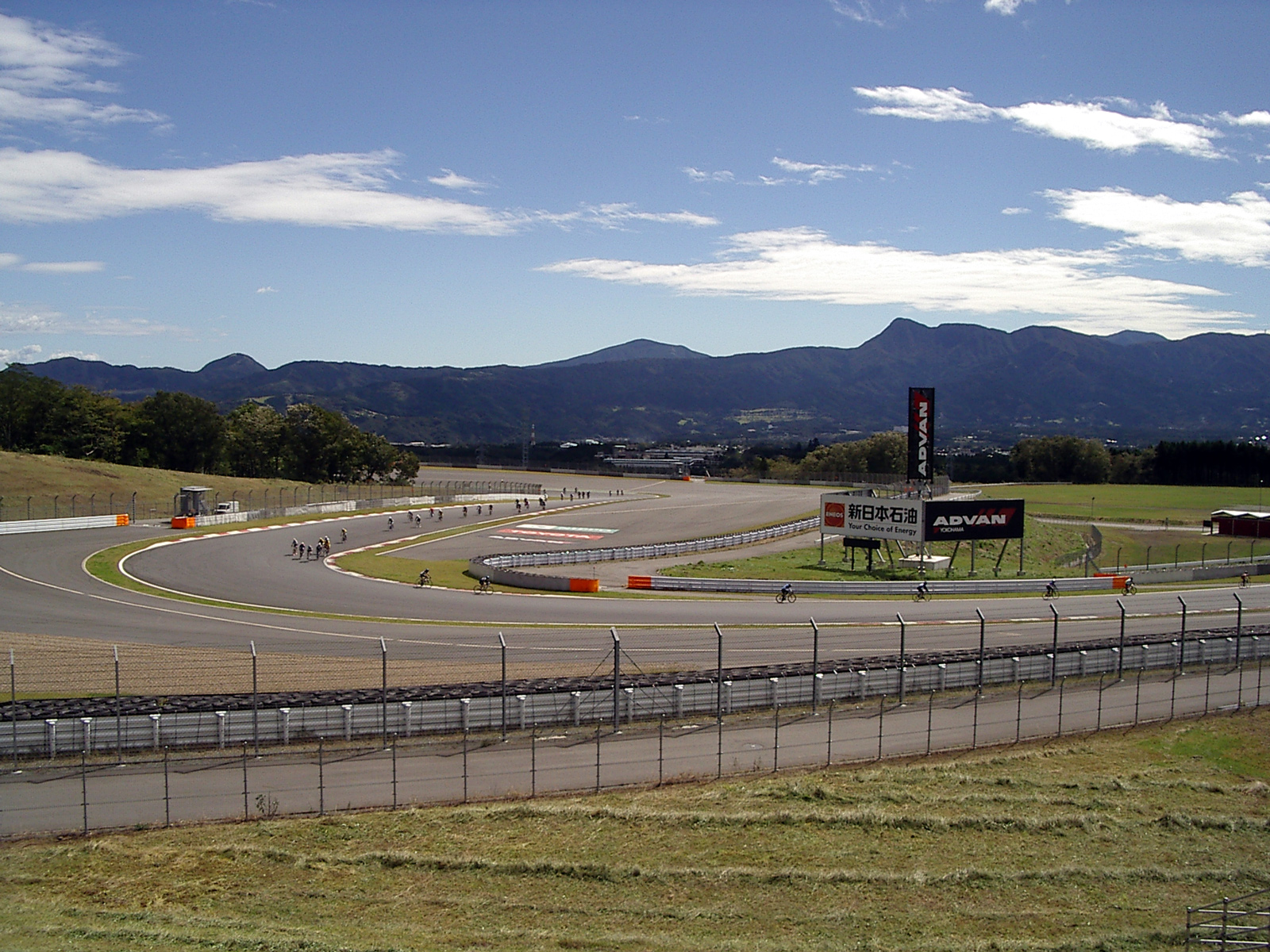
Le virage Hairpin (1).
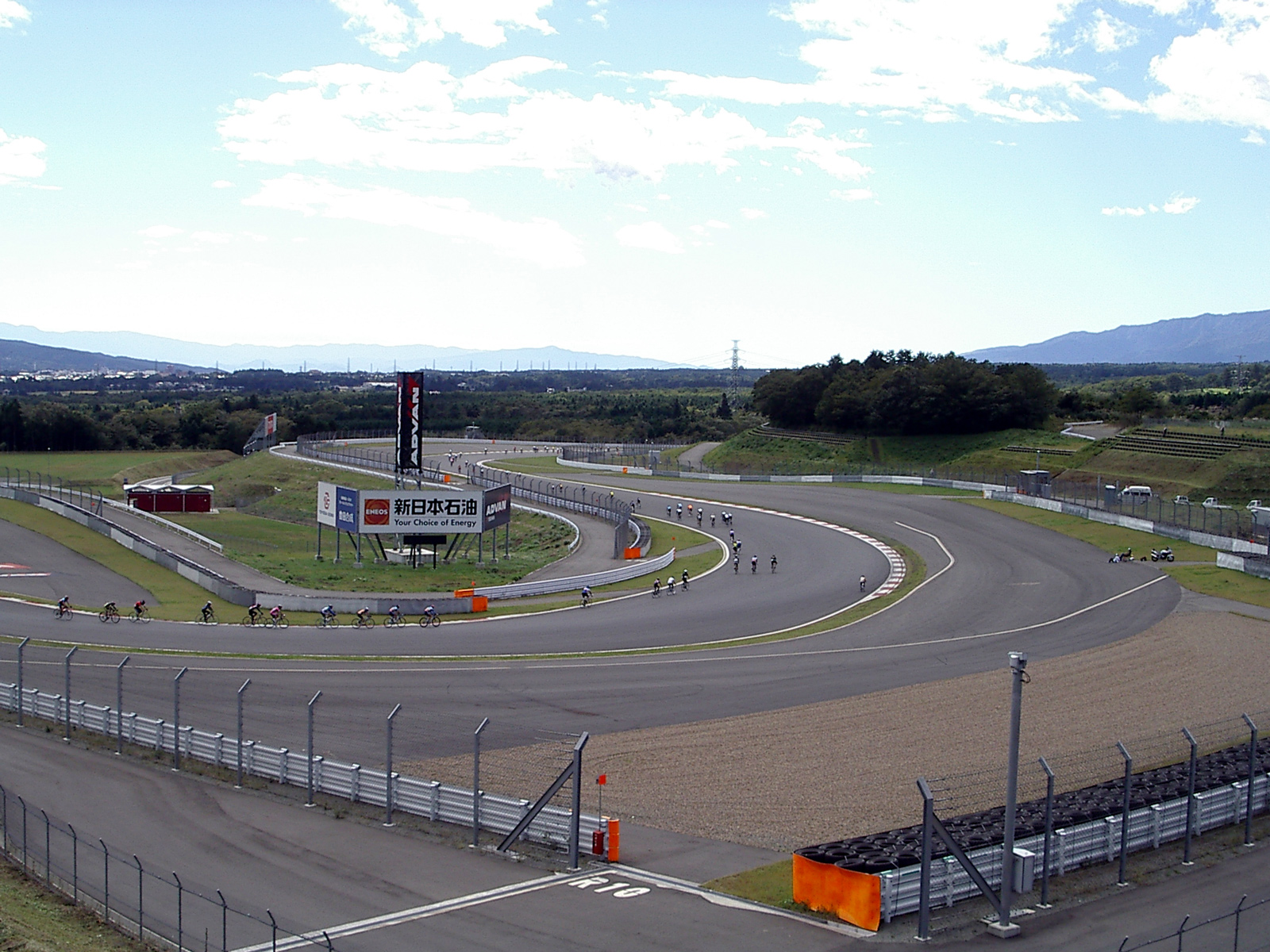
Le virage Hairpin (2).
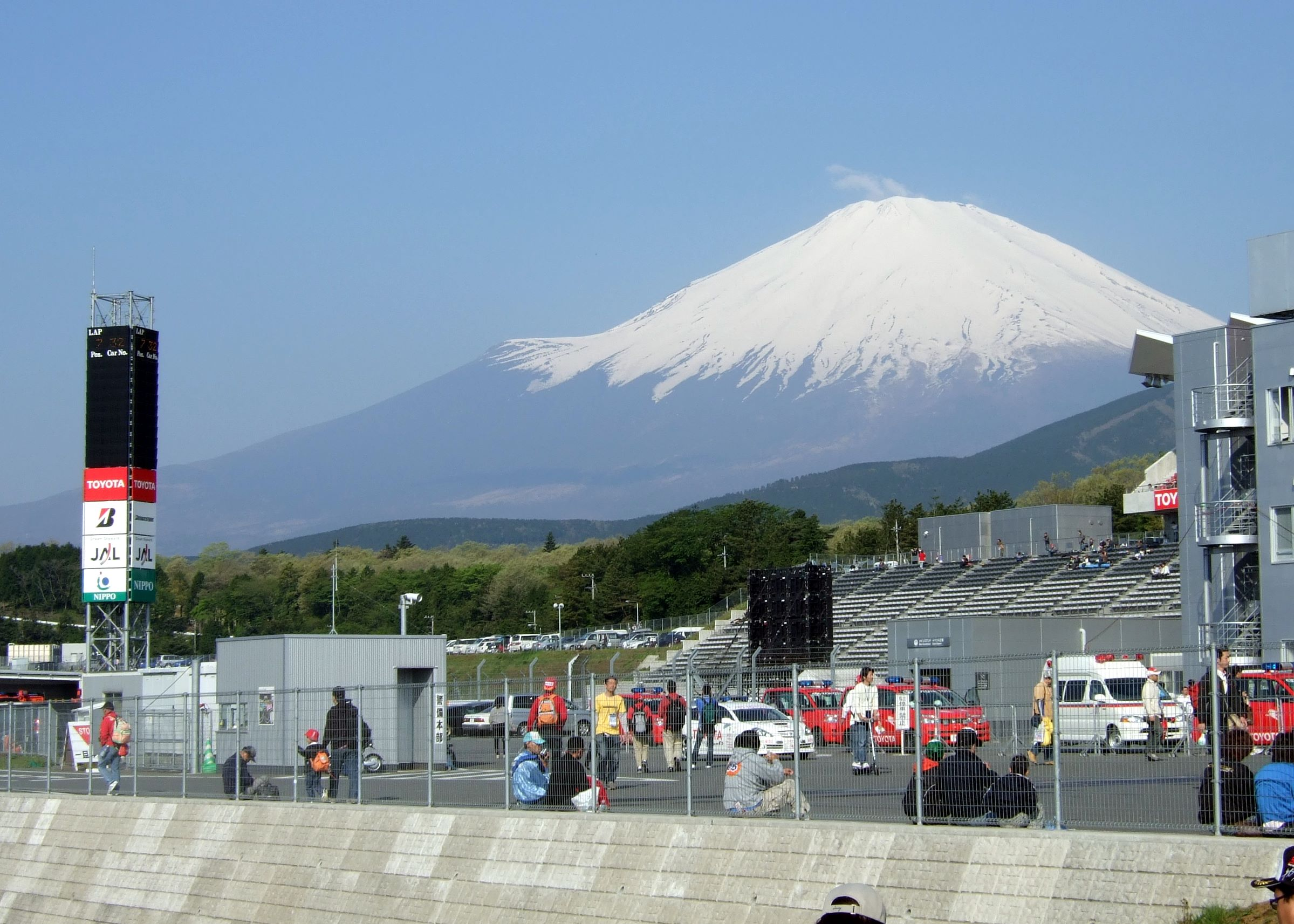
Le Mont Fuji vu depuis le circuit.
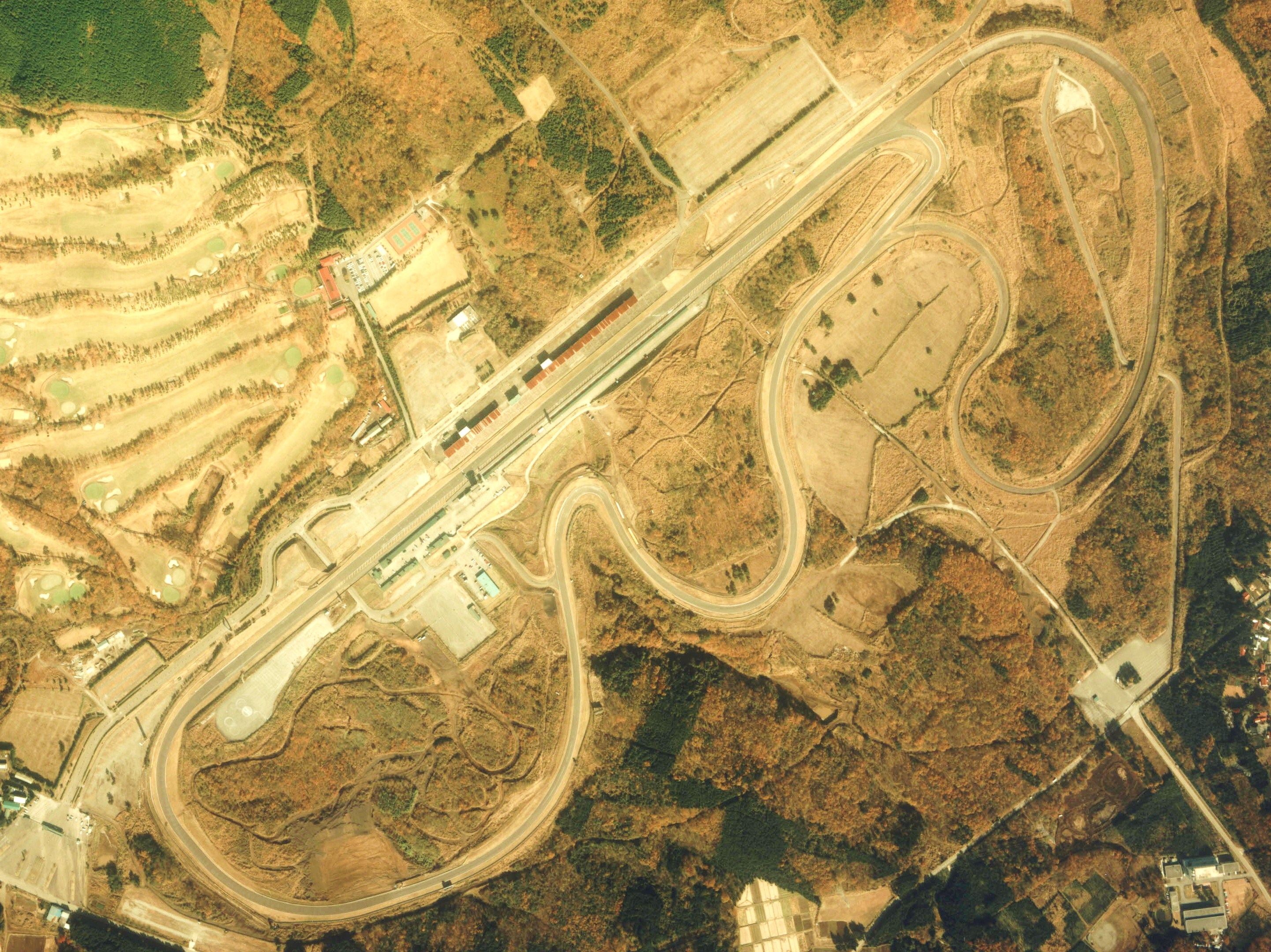
Vue aérienne de l'ancien tracé.